# Bachčisaraj
Bachčisaraj (in russo Бахчисарай?; in ucraino Бахчисарай?, Bachčysaraj; in tataro crimeano: Bağçasaray; in turco Bahçesaray) è una città della Crimea, capoluogo dell'omonimo distretto, ex capitale del Khanato di Crimea. L'attrazione principale è il Palazzo di Bachčisaraj, l'unico palazzo esistente dei Khan di Crimea, attualmente aperto ai turisti come museo.

## Storia
La città è in una stretta valle del fiume Çürük Suv, conosciuto come l'antico centro locale della civiltà (i primi resti di presenza umana nella valle risalgono al Mesolitico). L'insediamento che esistette nella valle prima di Bachčisaraj – la fortezza di Qırq Yer (oggi Çufut Kale), Salaçıq, e Eski Yurt – sono attualmente compresi nell'area urbana della moderna Bachčisaraj.
Bachčisaraj, citata per la prima volta nel 1502, fu stabilita come nuova residenza del khan dal Khan di Crimea Sahib I Giray nel 1532. Da allora, fu la capitale del Khanato di Crimea e centro della vita politica e culturale del popolo tataro di Crimea. Nel maggio del 1736, all'inizio della Guerra russo-turca (1735-1739), fu devastata dalle truppe russe del generale Burkhard Christoph von Münnich.
Dopo la guerra russo-turca (1787-1792) il Khanato di Crimea diventa parte dell'Impero russo nel 1783, la città fu ridimensionata, e perse il suo status amministrativo. Tuttavia, rimase il centro culturale della Crimea fino al Sürgün (deportazione del 18 maggio 1944).

## Nome
Esistono vari modi per pronunciare il nome della città:
- quello tataro crimeano: Bağçasaray;
- quello turco: Bahçesaray.
- quello russo: Bachčisaraj (Бахчисарай);
- quello ucraino: Bachčisaraj (Бахчисарай);

Il nome viene dalla lingua persiana باغچه‌سرای (bâqce sarây) e significa il Palazzo del Giardino.
La città è molto conosciuta tra i russi per la sua associazione romantica con il poema di Aleksandr Sergeevič Puškin "La fontana di Bachčisaraj" (1822). Adam Mickiewicz dedicò alcuni dei suoi più bei poemi dei "Sonetti Crimeani" (1825) ai paesaggi di Bachčisaraj.

## Monumenti e luoghi di interesse
- Palazzo dei Khan
- Moschea Tahtali-Jami
- Monastero rupestre di Bachčisaraj
- Madrasa Zincirli
- Chufut-Kale
- Moschea Orta Cami